# Паола Челлі
Паола Челлі (італ. Paola Celli, 23 серпня 1967) — італійська синхронна плавчиня.
Учасниця Олімпійських Ігор 1992, 1996 років.